# 岡田光彦
岡田 光彦（おかだ みつひこ、1955年 <昭和30年> 3月16日 - ）は、日本の国土交通技官、外交官。東北地方整備局長、トリニダード・トバゴ等の駐箚特命全権大使を歴任。瑞宝中綬章受章。

## 経歴
東京都生まれ。1977年 東京大学工学部卒業。同年 運輸省入省、1996年 (平成8年) 山形県空港港湾課長、2002年 国土交通省航空局建設国際業務室長、2005年 同海事局国内旅客課長、2006年 独立行政法人鉄道建設・運輸施設整備支援機構鉄道助成部長、2007年7月 堀川洋の後任として同省東北地方整備局副局長、2008年10月 久保田勝の後任として東北地方整備局長、2009年7月 青山俊行を後任として退官。
2011年 財団法人国際臨海開発研究センター理事長、2015年 トリニダード・トバコ兼アンティグア・バーブーダ、セントクリストファー・ネイビス、ドミニカ国、ガイアナ、スリナム、セントビンセント、セントルシア、グレナダ、バルバドス駐箚特命全権大使。
2019年 空港施設常務取締役、2020年 国際航路協会副会長。

## 栄典
- 2025年4月 春の叙勲で国土交通行政事務功労により瑞宝中綬章を受章[9]